# Armin Capaul

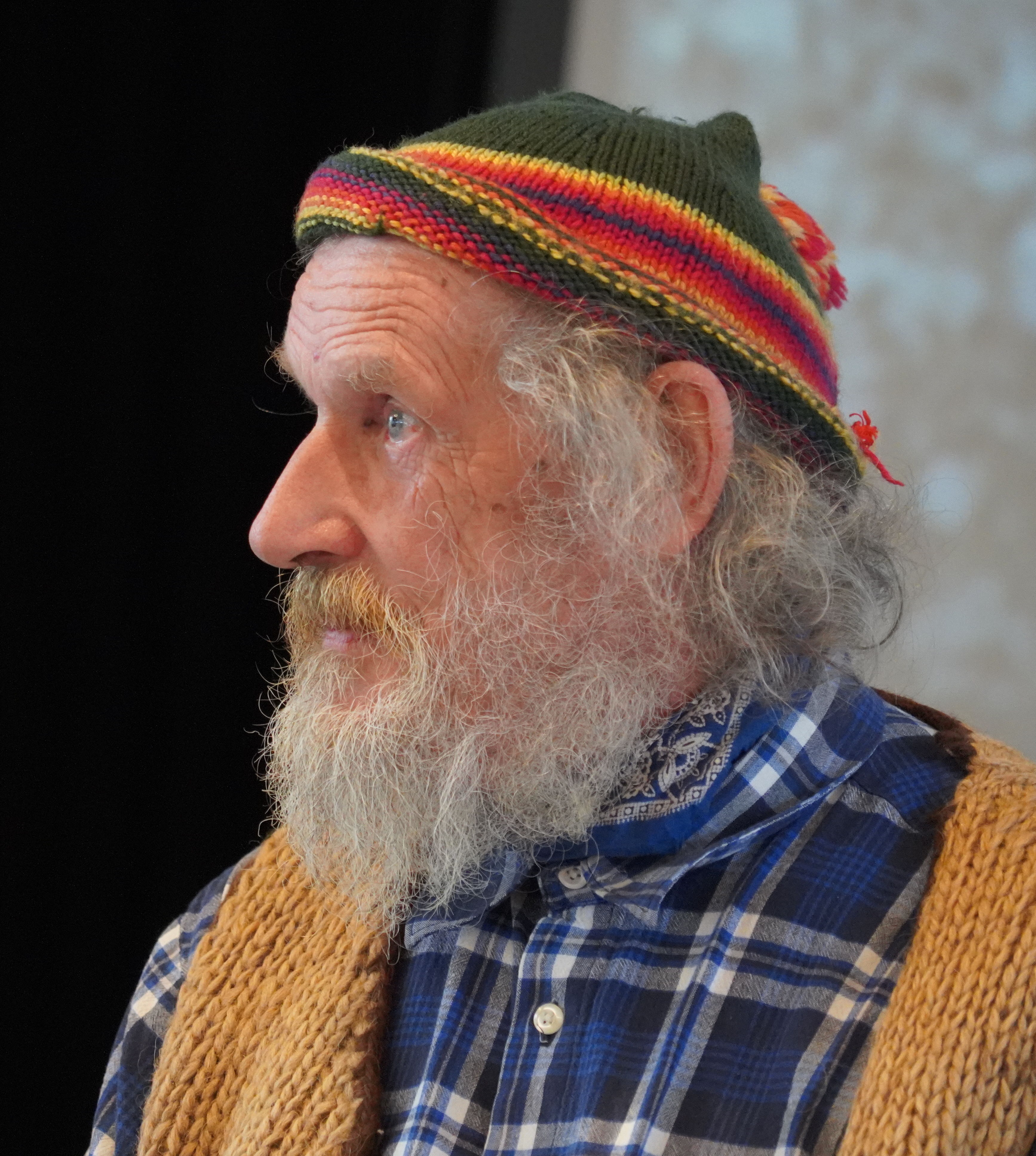
Armin Capaul (2018)

Armin Capaul (* 1951 in Lumbrein) ist ein Schweizer Bergbauer und der Initiant der Hornkuh-Initiative.

## Leben
Capaul wurde in Lumbrein geboren und wuchs bei seinen Grosseltern in Ilanz auf. Seine Eltern hatten ihren Bauernhof aufgeben müssen und waren nach Zürich gezogen, um dort Arbeit zu suchen. Im Alter von sechs Jahren folgte ihnen Capaul und besuchte in Zürich die Schule. Als Kind verbrachte er seine Ferien meistens auf einem Bauernhof in Meggen (sogenannte «Ferienversorgung»). Als er 15 Jahre alt war, brach er die Schule ab und zog von zu Hause aus. Er begann eine Berufslehre als Bauer auf einem Hof in Zürich Seebach und besuchte die Landwirtschaftsschule Plantahof in Landquart. Kurz vor seinem Abschluss verliess er den Hof aber, um an Demonstrationen im Rahmen der Globuskrawalle teilzunehmen. Auf Drängen seines Lehrmeisters legte er jedoch die Abschlussprüfung trotzdem noch ab und bestand diese. Nachdem er für kurze Zeit an politischen Aktionen im Rahmen der 68er-Bewegung teilgenommen hatte, zog er nach Chur. Dort nahm er als Selbständiger Aufträge für diverse Unterhaltsarbeiten an, er selber bezeichnete dies als «Heinzelmännli-Firma». Gleichzeitig absolvierte er Praktika, die er benötigte, um 1974 einen Abschluss als diplomierter Landwirt zu erlangen. 1978 lernte er während der Arbeit in Signina seine zukünftige Frau kennen. Nachdem er mit ihr zwei Sommer auf der Alp verbracht hatte, pachteten sie in Guggisberg und später in Trans GR einen Bauernhof. 1995 zogen sie auf den Hof Valengiron oberhalb von Perrefitte, den sie 1996 von Oerlikon-Bührle kaufen konnten. Mit seiner Frau hat Capaul zwei Söhne und eine Tochter. Anfang 2017 übergab er seinen Hof an einen seiner Söhne, da über 65-Jährige in der Schweiz keine Direktzahlungen erhalten. Bei den Nationalratswahlen 2019 trat er als Parteiloser an.

## Engagement für Hornkühe

### Vor der Volksinitiative
Am 6. Dezember 2010 schlugen Capaul und ein Berufskollege dem Bundesamt für Landwirtschaft schriftlich vor, Bauern, die ihr Vieh nicht enthornen, mit einer Subvention in Form eines Franken pro Tag und Jahr (Ziegen: 20 Rappen) zu unterstützen, dem sogenannten «Hörnerfranken». Das BLW lehnte diesen Vorschlag jedoch ab. Im März 2012 versandte Capaul eine E-Mail an alle Mitglieder der Bundesversammlung mit derselben Forderung. Im September desselben Jahres reichte der Grüne Louis Schelbert einen Vorstoss für den Hörnerfranken im Nationalrat ein, im Dezember tat Roberto Zanetti dasselbe im Ständerat. Beide Kammern lehnten jedoch die Anträge ab. Am 6. Dezember 2013 reichte Capaul zusammen mit der 2012 gegründeten IG Hornkuh bei der Bundeskanzlei eine Petition an Bundesrat und Landwirtschaftsminister Johann Schneider-Ammann mit 18'000 Unterschriften ein. Darin wurde eine Verordnung zur Schaffung des Hörnerfrankens gefordert. Auch der Bundesrat kam jedoch dieser Forderung nicht nach; Schneider-Ammann erklärte auf Nachfrage, der Bundesrat könne eine Verordnung nicht erlassen, wenn das Anliegen zuvor im Parlament gescheitert sei.

### Volksinitiative
Am 9. September 2014 begann Capaul mit der Unterschriftensammlung für eine Volksinitiative. Die angestrebte Verfassungsänderung forderte vom Bund, dass Halter von Kühen, Zuchtstieren, Ziegen und Zuchtziegenböcken finanziell unterstützt werden, solange die ausgewachsenen Tiere Hörner tragen. Capaul sammelte ungefähr 50'000 der Unterschriften persönlich; sowie 51'000 durch professionelle Unterschriftensammler weitere 20'000 Unterschriften erhielt er per Post. Nachdem die Initiative im März 2016 zustande gekommen war, wurden 119'626 gültige Unterschriften eingereicht. Capaul sagte über die Initiative, sie sei der einzige Weg gewesen, etwas für die Tiere zu tun.
Bei der Volksabstimmung am 25. November 2018 stimmten 45,3 % und fünf Stände (Kantone) für Capauls Initiative, womit sie keine Mehrheit fand.

### Nach der Volksinitiative
Am 16. März 2021 reichte Roberto Zanetti von der Sozialdemokratischen Partei eine Motion ein, welche den Bundesrat beauftragen will, «in der Direktzahlungsverordnung (SR 910.13) im Abschnitt Tierwohlbeiträge die Ausrichtung eines angemessenen, nach Tiergattung abgestuften Beitrages für die Belassung der Hörner bei hörnertragenden Tiergattungen einzufügen» und «dem Parlament gleichzeitig eine Vorlage zur entsprechenden moderaten Erhöhung des Zahlungsrahmens für die Ausrichtung von Direktzahlungen zu unterbreiten». Die Motion wurde am 14. Juni 2022 vom Ständerat angenommen, jedoch am 29. September 2022 vom Nationalrat abgelehnt. Bereits im Vorfeld kündigte Capaul an, mit der «Naturkuh-Initiative» eine neue Volksinitiative zu starten, sollte die Motion vom Parlament abgelehnt werden. Den Text zur Initiative, welche das Enthornen von Kühen und Ziegen in der Schweiz verbieten will, wurde bei der Bundeskanzlei bereits deponiert.

## Rezeption
Capaul erhielt im Rahmen seines Engagements für Hornkühe internationale Beachtung. Mehrere tausend Presseartikel beschäftigen sich mit ihm und der Hornkuh-Initiative. In vielen Pressebeiträgen wurde Capaul als der «Hornkuh-Rebell» bezeichnet. Die Sendung Re: des Fernsehsenders Arte strahlte am 5. Oktober 2018 eine halbstündige Reportage über Capaul mit dem Titel Die Würde der Kuh – Ein Schweizer kämpft für Rinder mit Hörnern, produziert vom SWR, auf Deutsch und Französisch aus. Der WOZ-Redaktor David Hunziker veröffentlichte im AT Verlag ein Buch mit dem Titel Kuhhorn: Die Würde der Kuh und die Grenzen der industriellen Landwirtschaft. Die unglaubliche Geschichte von Armin Capaul und seiner Hornkuh-Initiative.